# Charlie Haden
Charles Edward Haden (Shenandoah, 6 augustus 1937 – Los Angeles, 11 juli 2014) was een Amerikaanse jazzmuzikant. Hij was een contrabassist, waarschijnlijk het meest bekend door zijn langdurige samenwerking met de saxofonist Ornette Coleman. Haden stond ook bekend om zijn zingende baspartijen.

## Jonge jaren
Haden groeide op in een muzikaal gezin dat vaak op de radio te horen was met hun countrymuziek en Amerikaanse folkliederen. Haden maakte zijn professionele debuut als zanger toen hij twee jaar oud was en bleef samen met zijn familie zingen totdat hij op zijn vijftiende levensjaar een milde vorm van polio kreeg. Zijn keelspieren en stembanden raakten beschadigd waardoor hij niet meer in staat was om de juiste toonhoogtes vast te houden. Een paar jaar voordat hij last kreeg van polio, was hij geïnteresseerd geraakt in jazz en was hij begonnen met het bespelen van de contrabas, die zijn oudere broer had. Hij wilde naar Los Angeles verhuizen om jazzmuzikant te worden, en om geld te sparen voor de reis nam hij een baan als bassist voor ABC-TV's Ozark Jubilee in Springfield, Missouri.

## Carrière
Haden verhuisde in 1957 naar Los Angeles en studeerde contrabas aan het Westlake College of Music. Hij speelde al snel op professioneel niveau, waaronder een aantal periodes met de pianist Hampton Hawes en saxofonist Art Pepper. Eind jaren vijftig begon hij met Ornette Coleman te spelen. Hun eerste album was The Shape of Jazz to Come (1959). Hadens contrapunt tot Coleman zat vol met zijn Ozarkiaanse volksmuziek. Dit volkselement was van nature gerelateerd aan Colemans microtonale Texaanse blues. In de ritmesectie konden Haden en Billy Higgins allebei met een klassiek jazzgevoel spelen, maar konden ze ook experimenteren. In Lonely Woman, het eerste nummer op het album The Shape of Jazz to Come, hield Haden niet het tempo aan en speelde hij een langzame klaagzang terwijl Higgins twee tot drie keer sneller speelde dan het tempo.
In 1960 verliet Haden de band van Ornette Coleman wegens zijn heroïne verslaving. Terwijl hij afkickte leerde hij zijn eerste vrouw kennen. In 1964 begon hij weer te werken, onder andere met Archie Shepp, en in 1967 keerde hij terug bij Ornette Coleman. Daarnaast was Haden ook lid van Keith Jarretts trio en 'American quartet' van 1967 tot 1976, met Paul Motian en Dewey Redman. Met Redman en twee andere collega's uit Coleman's bands zette hij Coleman's improviserende stijl voort in de groep Old and New Dreams.
In de jaren zeventig nam hij de leiding over het Liberation Music Orchestra. Hun muziek, grotendeels gearrangeerd door Carla Bley, was zeer experimenteel en verkende tegelijkertijd de vrije jazz en de politieke muziek; het eerste album richtte zich specifiek op de Spaanse Burgeroorlog. Het LMO had een wisselend bezetting van bekende jazzspelers. Via Bleys arrangement concentreerden ze zich op een breed aanbod aan blaasinstrumenten, waaronder de tuba, franse hoorn en trombone als aanvulling op het standaardaanbod in de trompet- en fluitsectie. Het album The Ballad of the Fallen (1982) leverde commentaar op de Spaanse Burgeroorlog, de politieke instabiliteit en de Amerikaanse betrokkenheid in Latijns-Amerika. In 1990 kwam het orkest terug met Dream Keeper, een heterogener album met invloeden uit de Amerikaanse gospelmuziek en Zuid-Afrikaanse muziek om commentaar te leveren op de politiek in Latijns-Amerika en de apartheid in Zuid-Afrika. Het album bevatte zang van het Oakland Youth Chorus.
In 1971 besloot Haden tijdens een tournee met het Ornette Coleman Quartet in Portugal - destijd een fascistische dictatuur - een uitvoering van zijn aan Che Guevara opgedragen nummer Song for Che te wijden aan de anti-koloniale revolutionairen in de Portugese kolonies van Mozambique, Angola en Guinee-Bissau. De volgende dag werd hij op de luchthaven van Lissabon aangehouden waarna hij werd verhoord door de DGS (de Portugese geheime dienst). Diezelfde dag kwam hij weer vrij, na tussenkomst van het Amerikaanse culturele attaché. Later werd Haden nog wel door de FBI ondervraagd.
Thematische verkenning van genres die normaal niet als standaardjazz worden gezien, werd een van de kenmerkende methodes van het Charlie Haden Quartet West. Vanaf het begin in 1987 bestaat het Quartet uit Ernie Watts op de saxofoon, Alan Broadbent op de piano en Larance Marable op de drums. De albums van Quartet West bevatten weelderige, romantische arrangementen van Broadbent, vaak met strijkinstrumenten of muziek uit de jaren dertig en veertig, die vaak met de muziek uit die periode wordt geassocieerd.
Haden was door de jaren heen ook actief in duo's met pianisten zoals Hank Jones, Kenny Barron, en Denny Zeitlin. Hij verkende ook spirituele liederen met Jones, Amerikaanse volksmuziek in American Hymns en Cubaanse volksmuziek in Nocturne. Een korte samenwerking met Joe Henderson en Al Foster, artiesten die normaliter niet direct geassocieerd worden met Haden of zijn directe omgeving, toont hoe kenmerkend Hadens stem is in een pure, ambitieuze jazzcontext.
In 1989 was Haden te horen op het Montreal Jazz Festival waar hij elke avond met verschillende combinaties van artiesten en bands optrad. Elk van de optredens werden opgenomen en de meeste daarvan zijn uitgebracht in de serie The Montreal Tapes.
Eind 1996 werkte hij samen met Pat Metheny op het album Beyond the Missouri Sky (Short Stories) waarin zij de muziek verkennen die hun ervaringen beïnvloedde in hun jeugd in Missouri met wat zij "contemporary impressionistic americana" noemen.
In 2005 bracht Haden het Liberation Music Orchestra weer samen met veel nieuwe leden voor het album Not In Our Name dat uitgegeven werd door Verve Records. Het album behandelde vooral de hedendaagse politieke situatie in de Verenigde Staten.
Hadens meest recente uitgave Rambling Boy bevatte verschillende leden uit zijn directe omgeving, onder wie Béla Fleck, Pat Metheny, Elvis Costello en anderen. Het album, dat uitgegeven werd op 23 september 2008, doet denken aan de tijd toen Haden, Americana en bluegrassmuziek speelde met zijn ouders in hun radioshow. Een concerttournee met Quartet West (met een nieuwe drummer) werd gepland voor het einde van de zomer.

## Privéleven
Zijn zoon Josh Haden is een basgitarist en zanger. Hij deed opnames met de punkband Trecherous Jaywalkers (die opnames deden voor SST Records) uit de jaren 80 en is momenteel een lid van Spain. Zijn dochters, de drieling Petra, Tanya en Rachel Haden, zijn momenteel allemaal muzikanten. Petra en Rachel zaten in that dog.; Petra was ook een lid van de progressieve folk groep The Decemberists, Rachel speelde in de rockband The Rentals en Tanya is getrouwd met de acteur Jack Black.

## Discografie

### Als leider
- As Long as There's Music met Hampton Hawes (Artists House, 1976 [1978])
- Closeness (Horizon, 1976)
- The Golden Number (Horizon, 1977)
- Gitane met Christian Escoude (All Life, 1978)
- Magico met Jan Garbarek and Egberto Gismonti (ECM, 1979)
- Folk Songs met Jan Garbarek and Egberto Gismonti (ECM, 1979)
- Time Remembers One Time Once met Denny Zeitlin (ECM, 1981)
- Etudes met Geri Allen and Paul Motian (Soul Note, 1987)
- Silence met Chet Baker, Enrico Pieranunzi and Billy Higgins (Soul Note, 1987)
- First Song met Enrico Pieranunzi and Billy Higgins (Soul Note, 1990 [1992])
- The Montreal Tapes: Tribute to Joe Henderson (Verve, 1989 [2004])
- The Montreal Tapes: met Geri Allen and Paul Motian (Verve 1989 [1997])
- The Montreal Tapes: met Don Cherry and Ed Blackwell (Verve, 1989 [1994])
- The Montreal Tapes: met Gonzalo Rubalcaba and Paul Motian (Verve 1989 [1997])
- In Montreal met Egberto Gismonti (ECM, 1989 [2001])
- The Montreal Tapes: met Paul Bley and Paul Motian (Verve, 1989 [1994])
- Dialogues met Carlos Paredes (Antilles, 1990)
- Steal Away met Hank Jones (Verve, 1995)
- Night and the City met Kenny Barron (Verve, 1996)
- Beyond the Missouri Sky (Short Stories) met Pat Metheny (Verve, 1997)
- None But the Lonely Heart met Chris Anderson (Naim, 1997)
- Nocturne met Gonzalo Rubalcaba (Verve, 2001)
- American Dreams met Michael Brecker (Verve, 2002)
- Land of the Sun met Gonzalo Rubalcaba (Verve, 2004)
- Nightfall met John Taylor (Naim, 2004)
- Heartplay met Antonio Forcione (Naim, 2006)
- Rambling Boy (Decca, 2008)

met het Liberation Music Orchestra
- Liberation Music Orchestra (Impulse!, 1969)
- The Ballad of the Fallen (ECM, 1982)
- The Montreal Tapes: Liberation Music Orchestra (Verve, 1989 [1997])
- Dream Keeper (Blue Note, 1990)
- Not in Our Name (Verve, 2005)

met Old and New Dreams
- Old and New Dreams (Black Saint, 1976)
- Old and New Dreams (ECM, 1979)
- Playing (ECM, 1980)
- A Tribute to Blackwell (Black Saint, 1987)

met Quartet West
- Quartet West (Verve, 1986)
- In Angel City (Verve, 1988)
- The Private Collection (Naim, 1987-88 [2007])
- Haunted Heart (Verve, 1991)
- Always Say Goodbye (Verve, 1993)
- Now Is the Hour (Verve, 1996)
- The Art of the Song (Verve, 1999)
- Sophisticated Ladies (EmArcy, 2010)

### Als begeleider
met Geri Allen
- In the Year of the Dragon (JMT, 1989)
- Segments (DIW, 1989)
- Live at the Village Vanguard (DIW, 1990)

met Ray Anderson
- Every One of Us (Gramavision, 1992)

met Ginger Baker
- Going Back Home (Atlantic, 1994)
- Falling off the Roof (Atlantic, 1996)

met Gato Barbieri
- The Third World (Flying Dutchman, 1969)

met Kenny Barron
- Wanton Spirit met Roy Haynes (1994)

met Beck
- Odelay (DGC, 1994)

met Carla Bley
- Escalator Over The Hill (JCOA, 1971)
- Musique Mecanique (Watt, 1978)

met Paul Bley
- Live at the Hillcrest Club (Inner City, 1958)
- Memoirs (Soul Note, 1990)

met Jane Ira Bloom
- Mighty Lights (Enja, 1982)

met Dusan Bogdanovich
- Early to Rise (Palo Alto, 1983)

met Charles Brackeen
- Rhythm X (Strata East, 1968)

met Michael Brecker
- Michael Brecker (Impulse!, 1987)
- Don't Try This at Home (Impulse!, 1988)
- Nearness of You: The Ballad Book (Verve, 2000)

met Gavin Bryars
- Farewell to Philosophy (Point, 1995)

met Ruth Cameron
- First Songs (Polygram, 1997)
- Road House (Verve, 1999)

met Don Cherry
- Brown Rice (EMI, 1975)

met Ornette Coleman
- The Shape of Jazz to Come (Atlantic, 1959)
- Change of the Century (Atlantic, 1959)
- This Is Our Music (Atlantic, 1960)
- The Art of the Improvisers (Atlantic, 1959-60 [1970])
- To Whom Who Keeps a Record (Atlantic, 1959-60 [1975])
- Free Jazz: A Collective Improvisation (Atlantic, 1961)
- Science Fiction (Columbia, 1971)
- Soapsuds, Soapsuds (Artists House, 1971)

met Alice Coltrane
- Journey in Satchidananda (Impulse!, 1971) - on one track, "Isis and Osiris"
- John Coltrane: Infinity (Impulse!, 1972)
- Eternity (Warner Bros., 1975)
- Translinear Light (Impulse!, 2004)

met John Coltrane
- The Avant-Garde met Don Cherry (Atlantic, 1960)

met James Cotton
- Deep in the Blues (Verve, 1995)

met Robert Downey jr.
- The Futurist (Sony, 2004)

met Dizzy Gillespie
- Rhythmstick (1990)

met Tom Harrell
- Form (Contemporary, 1990)

met Joe Henderson
- The Elements (Milestone, 1973)
- An Evening met Joe Henderson (Red, 1987)
- The Standard Joe (Red, 1991)

met Fred Hersch
- Sarabande (Sunnyside, 1986)

met Mark Isham
- Songs My Children Taught Me (Windham Hill, 1991)

met Keith Jarrett
- Life Between The Exit Signs (Votrex, 1967)
- Somewhere Before (Atlantic, 1968)
- The Mourning of a Star (Atlantic, 1971)
- El Juicio (The Judgement) (Altantic, 1971)
- Birth (Atlantic, 1971)
- Expectations (Columbia, 1971)
- Fort Yawuh (Impulse!, 1973)
- Treasure Island (Impulse!, 1974)
- Death and the Flower (Impulse!, 1974)
- The Survivors' Suite (ECM, 1977)
- Eyes of the Heart (ECM, 1979)
- Jasmine (ECM, 2010)

met Rickie Lee Jones
- Pop Pop (Geffen, 1991)

met Lee Konitz
- Alone Together (Blue Note, 1996) met Brad Meldhau
- Another Shade of Blue (Blue Note, 1997)
- Live at Birdland (ECM, 2011) met Brad Mehldau & Paul Motian

met David Liebman
- Sweet Hands (Horizon, 1975)

met Abbey Lincoln
- The World Is Falling Down (Verve, 1990)
- You Gotta Pay the Band (Verve, 1991)
- A Turtle's Dream (Verve, 1994)

met Joe Lovano
- Universal Language (Blue Note, 1992)

met Michael Mantler
- The Jazz Composer's Orchestra (JCOA, 1968)

met Harvey Mason
- met All My Heart (RCA, 2004)

met John McLaughlin
- My Goal's Beyond (1970)

met Helen Merrill
- You and the Night and the Music (1998)

met Pat Metheny
- 80/81 (ECM, 1980)
- Rejoicing (ECM, 1983)
- Song X met Ornette Coleman (Geffen, 1985)
- Secret Story (Geffen, 1992)

met Mingus Dynasty
- Chair in the Sky (Elektra, 1980)

met Paul Motian
- Conception Vessel (ECM, 1972)
- On Broadway Volume 1 (JMT, 1988)
- On Broadway Volume 2 (JMT, 1989)
- On Broadway Volume 3 (JMT, 1991)

met Bheki Mseleku
- Star Seeding (Polygram, 1995)

met Yoko Ono
- Yoko Ono/Plastic Ono Band (1970)

met Joe Pass
- 12-string Guitar Movie Themes (World Pacific, 1964)

met Art Pepper
- Living Legend (Contemporary, 1975)
- So In Love (Artists House, 1979)
- Art 'N' Zoot met Zoot Sims (Pablo, 1981)

met Enrico Pieranunzi
- Fellini Jazz (Cam Jazz, 2003)
- Special Encounter (Cam Jazz, 2005)

met Dewey Redman
- Soundsigns (Galaxy, 1978)

met Joshua Redman
- Wish (Warner Bros., 1993)

met Gonzalo Rubalcaba
- Discovery - Live at Montreux (Blue Note, 1990)
- The Blessing (Blue Note, 1991)
- Suite 4 Y 20 (Blue Note, 1992)
- Imagine (Blue Note, 1994)

met Roswell Rudd
- Everywhere (Impulse!, 1966)

met Pee Wee Russell and Henry "Red" Allen
- The College Concert (Impulse!, 1966)

met Dino Saluzzi
- Once Upon a Time - Far Away in the South (ECM, 1985)

met David Sanborn
- Another Hand (Elektra, 1991)

met John Scofield
- Time on My Hands (Blue Note, 1989)
- Grace Under Pressure (Blue Note, 1991)

met Archie Shepp
- Mama Too Tight (Impulse!, 1967)

met Alan Shorter
- Orgasm (Verve, 1968)

met Toots Thielemans
- East Coast, West Coast (BMG, 1994)

met Wadada Leo Smith
- Divine Love (ECM, 1978)

met Ringo Starr
- Ringo Rama (2003)

met Masahiko Togashi
- Session In Paris (Take One, 1979)

met Denny Zeitlin
- Carnival (Columbia, 1964)
- Live at the Trident (Columbia, 1965)
- Zeitgeist (Columbia, 1967)
- Tidal Wave (Quicksilver, 1983)